# Mika Vandborg
Mika Vandborg (født 21. januar 1971 i Åbyhøj) er en dansk professionel guitarist, sanger og sangskriver. Han har udgivet fem soloalbums, samt spillet sammen med Gnags, Love Shop, Claus Hempler, Kasper Winding, Ida Nielsen, Nikolaj Christensen, Fallulah og Dicte, ligesom han i efteråret 2012 etablerede rockgruppen Electric Guitars sammen med vennen Søren Andersen.

## Historie
Vandborg blev født i Aarhus-forstaden Åbyhøj i 1971. Forældrene var Kirsten Nissen, tidligere formand for Socialpædagogisk Landsforbund, og Bent Vandborg Sørensen, pioner inden for udvikling af pædagogik for børn med autisme og ADHD. Mika Vandborg gik på folkeskole på den nærliggende Åby Skole, og dimitterede som student fra Århus Statsgymnasium.

## Musik
I slutningen af 1999 blev Mika Vandborg hyret ind som fast guitarist hos det danske popband Gnags, og han deltog således i bandets store turné i 2000 som én af seks musikere, hvor blandt andet Ida Corr var med som kor. I 2004 begyndte han at spille sammen med den danske sangerinde Dicte. Da Love Shop i 2009 kom til at mangle en guitarist, faldt valget på Mika Vandborg.
Fra september 2011 og ét år frem spillede han mange koncerter under navnet "Mika Vandborg & friends". Ved hver koncert havde han inviteret forskellige artister med, som eksempelvis Mark Linn, Mads Langer, Dicte og Palle Hjorth. I foråret 2012 tog han på turné under navnet "Guitar Event", sammen med guitarist Søren Andersen. Det var dette projekt som senere blev til Electric Guitars.
I februar 2022 udkom hans første dansksprogede album Den Danske, og den 1. september 2023 udgav Vandborg sit andet dansksprogede album "Den Evige Toer".

## Priser
I 2014 modtog Mika Vandborg Danske Populær Autorers "Påskønnelseslegat" - et legat, der gives som "en anerkendelse af modtagerens indsats for dansk tekst og musik og/eller en indsats for sine kollegaer i dansk musikliv".

## Privat
Mika Vandborg flyttede i 1997 fra Aarhus-forstaden, Åbyhøj, til Vanløse, sammen med hustruen, Trine Quist. De to mødtes i gymnasiet og var gift fra 1990 til 2016. Parret har sammen to børn. Siden 2016 har Vandborg dannet par med makeup-artist og hårstylist, Tina Deleuran.

## Diskografi

### Solo
- Under the Sun (2003)
- 2010 (2010)
- Wall of Books (2013)
- Den Danske (2022)
- Den Evige Toer (2023)

### Electric Guitars
- Electric Guitars (2013)
- String Fever (2015)
- Rock'n'Roll Radio (2017)
- 10 Songs - 10 Cities (2019)
- Freewheeler (2021)

### Future Garage Sale Item
- Future Garage Sale Item (2007)